# Темиров, Умар Ереджибович
Ума́р Ереджи́бович Теми́ров (кабард.-черк. Темыр Ержыб и къуэ Ӏумар) (1932—2020) — государственный и политический деятель Северного Кавказа, народный депутат РСФСР/РФ. Один из наиболее влиятельных черкесских деятелей советского периода.

## Биография
Родился в семье заместителя председателя колхоза — Темирова Ереджиба Каровича, репрессированного 1 января 1938 года (погиб в тюрьме).
После репрессии отца, воспитанием занимался старший брат Мухаб.
После окончания семилетней школы в Хумаре учился в областной школе-интернате, которую окончил с серебряной медалью. Темирова не приняли в столичные вузы, так как он указал в своей анкете осуждённого по 58-й статье УК РСФСР отца. В связи с этим поступил и закончил историко-филологический факультет Черкесского учительского института с отличием. После чего продолжил образование в Ставропольском педагогическом институте.
После реабилитации отца добился зачисления в Академию общественных наук при ЦК КПСС, по окончании которой получил степень кандидата экономических наук.
Трудовую деятельность начал в семилетней школе аула Кош-Хабль учителем, затем был избран секретарём Хабезского райкома ВЛКСМ. Был призван в ряды вооружённых сил в сентябре 1953 года, откуда демобилизовался по причине болезни матери. После демобилизации избран секретарём Икон-Халкского райкома ВЛКСМ, вскоре после этого — зав. отделом Черкесского обкома комсомола.
В 1959—1962 годах являлся 1-й секретарь Хабезского райкома КПСС.
В 1962—1965 годах слушатель АОН при ЦК КПСС.
С сентября 1965 года по август 1991 года — 2-й секретарь Карачаево-Черкесского обкома партии.
Делегат XIII съезда ВЛКСМ, XXIII — XXVIII съездов КПСС
Делегат от РФ на парламентской ассамблее Совета Европы в 1991—1993 годах.
С 1990 по октябрь 1993 года — народный депутат РСФСР/РФ, член Верховного Совета РФ, координатор депутатской фракции «Суверенитет и равенство» Верховного Совета РСФСР/РФ, председатель подкомиссии по федеративным и национальным отношениям комиссии Верховного Совета РФ по делам республик.
С января 1994 года по сентябрь 2000 года — руководитель аппарата комитета Государственной Думы РФ по делам национальностей
Имеет двух дочерей и сына, пятерых внуков, а также пятерых правнучек и правнуков.
Проживал в Москве на Рублёвском шоссе в доме 34. Ушёл из жизни 30 декабря 2020 года.

## Награды и звания
Государственный советник РФ 1-го класса. Награждён почётной грамотой ГД РФ. Заслуженный работник государственной службы Карачаево-Черкесской Республики.
Имеет 23 Правительственные награды, в том числе 6 орденов: 2 ордена Трудового Красного Знамени, орден Дружбы народов, 2 ордена «Знак Почёта», орден республики Абхазии «Честь и Слава» III степени.
Темиров У. Е. является действительным членом Адыгской (Черкесской) международной академии наук, председателем её Карачаево-Черкесского научного центра.
Именем У. Е. Темирова названа звезда 9-й величины в созвездии Стрельца, координаты 289.01922, −30.85762, код ID в сервисе Google Earth: IE118-008

## Интересные факты биографии
В сентябре 1991 года во главе делегации Верховного совета РСФСР вёл переговоры в г. Грозном с Общенациональным конгрессом чеченского народа и лично с генералом Джохаром Дудаевым. Предметом переговоров были выборы президента и депутатов Верховного Совета ЧР, действие Конституции и законов РФ на территории ЧР. Позиция делегации состояла в переносе выборов до принятия Конституции ЧР, соответствующей конституции РФ. Вот описание тех событий в книге «Как это было…» их очевидцем Ш. Асуевым: «В республике немало авторитетных людей.., членов российской депутатской группы во главе с Умаром Темировым, которые пытаются всеми возможными средствами привести обе стороны к согласию. Парламентская делегация России обнародовала обращение к Президенту РСФСР и Верховному Совету СССР, в котором, признав политическую ситуацию в Чечено-Ингушетии взрывоопасной, констатирует, что в этой тяжелейшей обстановке отдельные средства массовой информации „допускают провокационные заявления и публикации, наносящие немалый ущерб предпринимаемым усилиям депутатской группы Верховного Совета РСФСР по стабилизации положения“. Парламентарии, в числе которых и генеральный прокурор России Валентин Степанков, просят вмешаться и остановить „игру с огнём“. „Одновременно, — говорится в обращении, — мы заявляем о недопустимости какого бы то ни было применения силовых методов извне“. Российские депутаты заявили, что верят в мудрость народов республики, которые сумеют преодолеть опасную конфронтацию политическими средствами».
У. Е. Темиров проявил исключительное упорство в восстановлении справедливости в отношении Героя Советского Союза У. Х. Хабекова. Процедура была инициирована У. Е. Темировым после его поездки в Австрию летом 1967 года, где он обнаружил, что Умар Хамидович Хабеков считается Героем Советского Союза в Австрии, о чём свидетельствуют надписи на могиле и памятнике советским воинам, погибшим при освобождении Австрии от фашизма на Шварценбергерплатц в Вене. В СССР У. Х. Хабеков не числился среди Героев Советского Союза. У. Е. Темировым было выяснено, что У. Х. Хабеков четырёхкратно представлялся к званию Героя Советского Союза — за удержание плацдарма на Сандомирском выступе, штурм крепости Самбатуксы в Карелии, [militera.lib.ru/prose/russian/bogomolov_vo/01.html/ форсирование Одера] и взятие Вены, однако ни разу не был его удостоен. Усилиями У. Е. Темирова, Указом Президента СССР от 11 декабря 1990 года «за мужество и отвагу, проявленные в период Великой Отечественной войны 1941—1945 годов», гвардии капитану Хабекову Умару Хамидовичу посмертно присвоено звание Героя Советского Союза.
Возглавляемая У. Е. Темировым фракция «Суверенитет и Равенство» активно препятствовала попыткам президента РФ Б. Н. Ельцина заключить договор с Э. А. Шеварднадзе «О дружбе и сотрудничестве», так как это открывало возможности по оказанию военной помощи Грузии в грузино-абхазском конфликте. У. Е. Темиров на сессии ПАСЕ в Страсбурге в качестве делегата от РФ дважды выступал по проблематике беженцев и жертв среди гражданского населения с обеих сторон в ходе военных действий на территории Абхазии.

## Публикации
«Черкесский вопрос в России». «Звезда», № 7, 2011, «50 лет Карачаево-Черкесии» (1967), «Национальный вопрос» (1968), «Трудовые ресурсы» (1970), «Аграрный вопрос: проблемы, поиски» (1975), «Интенсификация в сельском хозяйстве: пути и возможности» (1980). Автор многочисленных статей по различным проблемам культурной жизни, национальных отношений, государственного строительства, по проведению социально-экономической реформы. В соавторстве издал в Государственной Думе РФ брошюры: «Северный Кавказ: проблемы межнациональных отношений, укрепление единства Российской Федерации», "О ратификации Конвенции МОТ «О коренных народах и народах, ведущих племенной образ жизни в независимых странах», "О проекте федерального закона «О защите прав национальных меньшинств», «Концепция государственной национальной политики Российской Федерации» и др., издал в соавторстве книгу «Национальный вопрос в Государственных Думах России», охватывающую деятельность Государственной Думы Российской империи и Российской Федерации Темиров, Умар Ереджибович // Большая русская биографическая энциклопедия (электронное издание). — Версия 3.0. — М.: Бизнессофт, ИДДК, 2007..